# Alejandro de Hales
Alejandro de Hales (en inglés, Alexander Hales), también conocido como Halensis, Alensis, Halesius, Alesius; llamado Doctor Irrefragabilis -Doctor Irrefutable- y Theologorum Monarcha -Monarca de los teólogos-) (1185 en Hales, Gloucestershire, - París el 21 de agosto de 1245) fue un teólogo y filósofo inglés, de la escolástica de comienzos del siglo XIII.

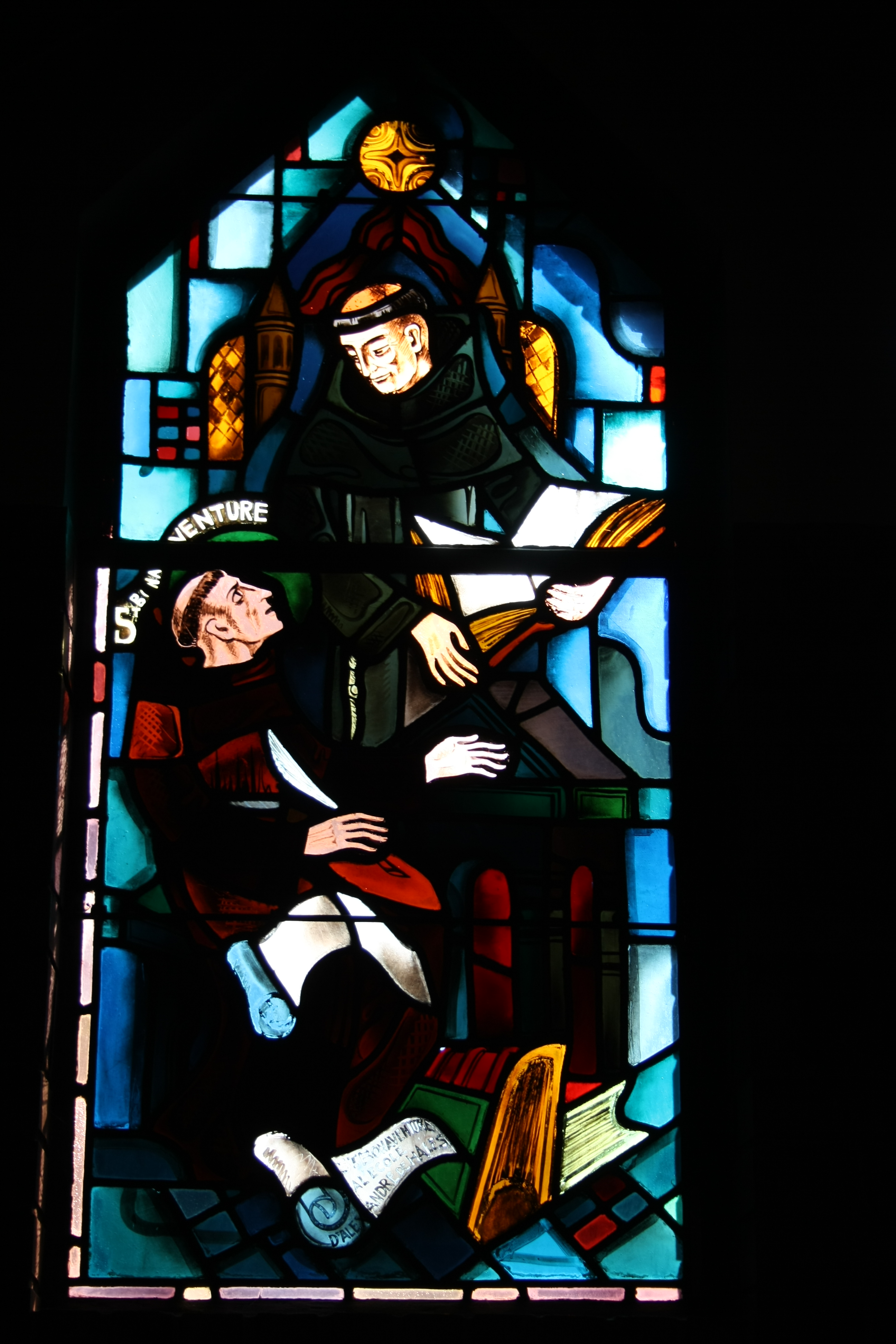
San Buenaventura y Alejandro de Hales en la vidriera de la capilla del convento de los franciscanos, París.

## Biografía
Fue educado en el monasterio de Hales, estudió e impartió clases en París. Ingresó en la orden franciscana en 1222. Adquirió gran fama como profesor de teología. Destacó al usar en sus enseñanzas las Sentencias de Pedro Lombardo, en lugar de la Biblia.

## Obra principal

Summa universae theologiae

Su obra principal es la Summa theologiae o Summa universae theologiae. 
Se la encargó el papa Inocencio IV, y recibió su aprobación. Quedó sin finalizar y la completaron alumnos de Alejandro después de su muerte. Es una obra independiente, que presenta una triple serie de autoridades: los que dicen sí, los que dicen no, y los que reconcilian estos extremos o juicio. Las autoridades seleccionadas no vienen sólo de la Biblia y la Patrística, sino también de poetas y filósofos griegos, latinos y musulmanes, y teólogos posteriores. La primera parte se dedica a las doctrinas de Dios y sus atributos; la segunda, a la Creación y el pecado; la tercera, a la Salvación y la expiación; y, en la cuarta y última, los sacramentos. En reconocimiento a sus esfuerzos, le dieron el título de "Doctor Irrefragabilis". Esta Summa universae theologiae se imprimió por primera vez en Venecia en 1475.
Otras obras suyas son: su Glossa in quattuor libros Sententiarum Petri Lombardi y las Quaestiones disputatae antequam esset frater.

## Doctrina teológica
Su orientación es predominantemente agustiniana, si bien en alguna ocasión recurrió a la filosofía de Aristóteles. Junto a su discípulo san Buenaventura, se le considera el creador de la escuela franciscana de París. 
Entre las doctrinas que Alejandro de Hales desarrolló y fijó se encuentran las del thesaurus supererogationis perfectorum y la del character indelibilis del bautismo, la confirmación, y la ordenación sacerdotal. Tenía sus precedentes en Agustín de Hipona y se estableció como dogma por el Concilio de Trento. 
Juan Gerson dice que:

La doctrina de Alejandro es de una riqueza que sobrepasa toda expresión. Se dice que alguien preguntó a Santo Tomás la mejor manera de estudiar teología; replicó que era la de seguir a un Maestro. ¿Y a qué Doctor?, le preguntaron entonces. A Alejandro de Hales, replicó el Doctor Angélico
J. Gerson, Opera omnia. Epistola Lugdunum missa cuidam fratri Minori, vol. 1, p. 554.